# Pohled (Mladoňovice)
Pohled je malá vesnice, část obce Mladoňovice v okrese Chrudim v Pardubickém kraji. Nachází se asi jeden kilometr severně od Mladoňovic. V roce 2009 zde bylo evidováno 26 adres. Pohled leží v katastrálním území Pohled u Mladoňovic o rozloze 2,08 km².

## Historie
První písemná zmínka o vesnici pochází z roku 1532.

## Obyvatelstvo
| Rok            | 1869 | 1880 | 1890 | 1900 | 1910 | 1921 | 1930 | 1950 | 1961 | 1970 | 1980 | 1991 | 2001 | 2011 | 2021 |
| -------------- | ---- | ---- | ---- | ---- | ---- | ---- | ---- | ---- | ---- | ---- | ---- | ---- | ---- | ---- | ---- |
| Počet obyvatel | 109  | 90   | 90   | 82   | 75   | 82   | 79   | 64   | 68   | 61   | 63   | 81   | 81   | 60   | 59   |
| Počet domů     | 16   | 18   | 18   | 17   | 17   | 17   | 17   | 17   | 17   | 16   | 15   | 22   | 23   | 24   | 23   |

## Obecní správa
Při sčítání lidu v letech 1850–1960 Pohled byl osadou obce Čejkovice v okrese Chrudim. Od 1. července 1960 je částí obce Mladoňovice v okrese Chrudim.